# Wehnde
Wehnde è un comune di 374 abitanti della Turingia, in Germania.

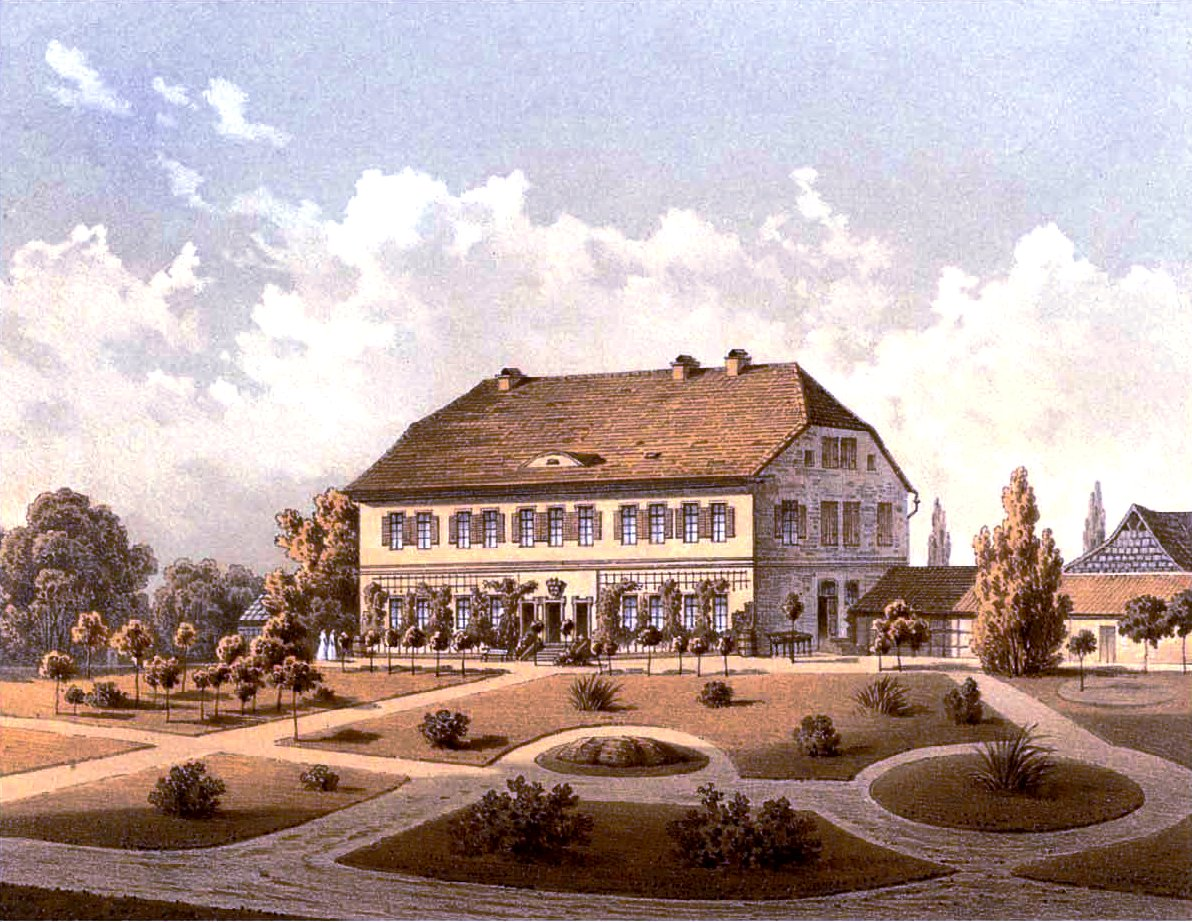
House Wehnde, around 1860, Edition by Alexander Duncker

Appartiene al circondario (Landkreis) dell'Eichsfeld (targa EIC) ed è parte della comunità amministrativa (Verwaltungsgemeinschaft) di Lindenberg/Eichsfeld.